# Marnans
Marnans est une commune française située dans le département de l'Isère en région Auvergne-Rhône-Alpes.

## Géographie

### Situation et description
Marnans est un village situé dans le nord-ouest du département de l'Isère et plus précisément sur le plateau de Chambaran. La superficie de son territoire est de 660 hectares (6,6 km2), avec une altitude minimum de 441 mètres et un maximum de 630 mètres.

### Communes limitrophes
|           | Chatenay | Saint-Siméon-de-Bressieux |
| Viriville | Marnans  | Saint-Pierre-de-Bressieux |
|           | Roybon   |                           |

### Géologie
Le secteur du plateau de Chambaran ou se situe Marnans appartient sillon molassique périalpin qui comprend le Bas Dauphiné et l'Est lyonnais formant (avec le plateau des Bonnevaux) une saillie au-dessus des plaines et sont séparés l'un de l'autre par la dépression de la Bièvre-Valloire, située au nord du territoire communal.

### Climat
Pour des articles plus généraux, voir Climat d'Auvergne-Rhône-Alpes et Climat de l'Isère.
En 2010, le climat de la commune est de type climat océanique altéré, selon une étude du Centre national de la recherche scientifique s'appuyant sur une série de données couvrant la période 1971-2000. En 2020, Météo-France publie une typologie des climats de la France métropolitaine dans laquelle la commune est exposée à un climat de montagne ou de marges de montagne et est dans la région climatique  Alpes du nord, caractérisée par une pluviométrie annuelle de 1 200 à 1 500 mm, irrégulièrement répartie en été. 
Pour la période 1971-2000, la température annuelle moyenne est de 10,7 °C, avec une amplitude thermique annuelle de 17,5 °C. Le cumul annuel moyen de précipitations est de 1 062 mm, avec 9,6 jours de précipitations en janvier et 6,5 jours en juillet. Pour la période 1991-2020, la température moyenne annuelle observée sur la station météorologique de Météo-France la plus proche, « Grenoble-Saint-Geoirs », sur la commune de Saint-Étienne-de-Saint-Geoirs à 10 km à vol d'oiseau, est de 11,5 °C et le cumul annuel moyen de précipitations est de 915,1 mm,. Pour l'avenir, les paramètres climatiques de la commune estimés pour 2050 selon différents scénarios d'émission de gaz à effet de serre sont consultables sur un site dédié publié par Météo-France en novembre 2022.

## Urbanisme

### Typologie
Au 1er janvier 2024, Marnans est catégorisée commune rurale à habitat très dispersé, selon la nouvelle grille communale de densité à sept niveaux définie par l'Insee en 2022.
Elle est située hors unité urbaine et hors attraction des villes,.

### Occupation des sols
L'occupation des sols de la commune, telle qu'elle ressort de la base de données européenne d’occupation biophysique des sols Corine Land Cover (CLC), est marquée par l'importance des forêts et milieux semi-naturels (50,3 % en 2018), une proportion identique à celle de 1990 (50,3 %). La répartition détaillée en 2018 est la suivante : 
forêts (50,3 %), zones agricoles hétérogènes (24,7 %), terres arables (16 %), prairies (9 %). L'évolution de l’occupation des sols de la commune et de ses infrastructures peut être observée sur les différentes représentations cartographiques du territoire : la carte de Cassini (XVIIIe siècle), la carte d'état-major (1820-1866) et les cartes ou photos aériennes de l'IGN pour la période actuelle (1950 à aujourd'hui).

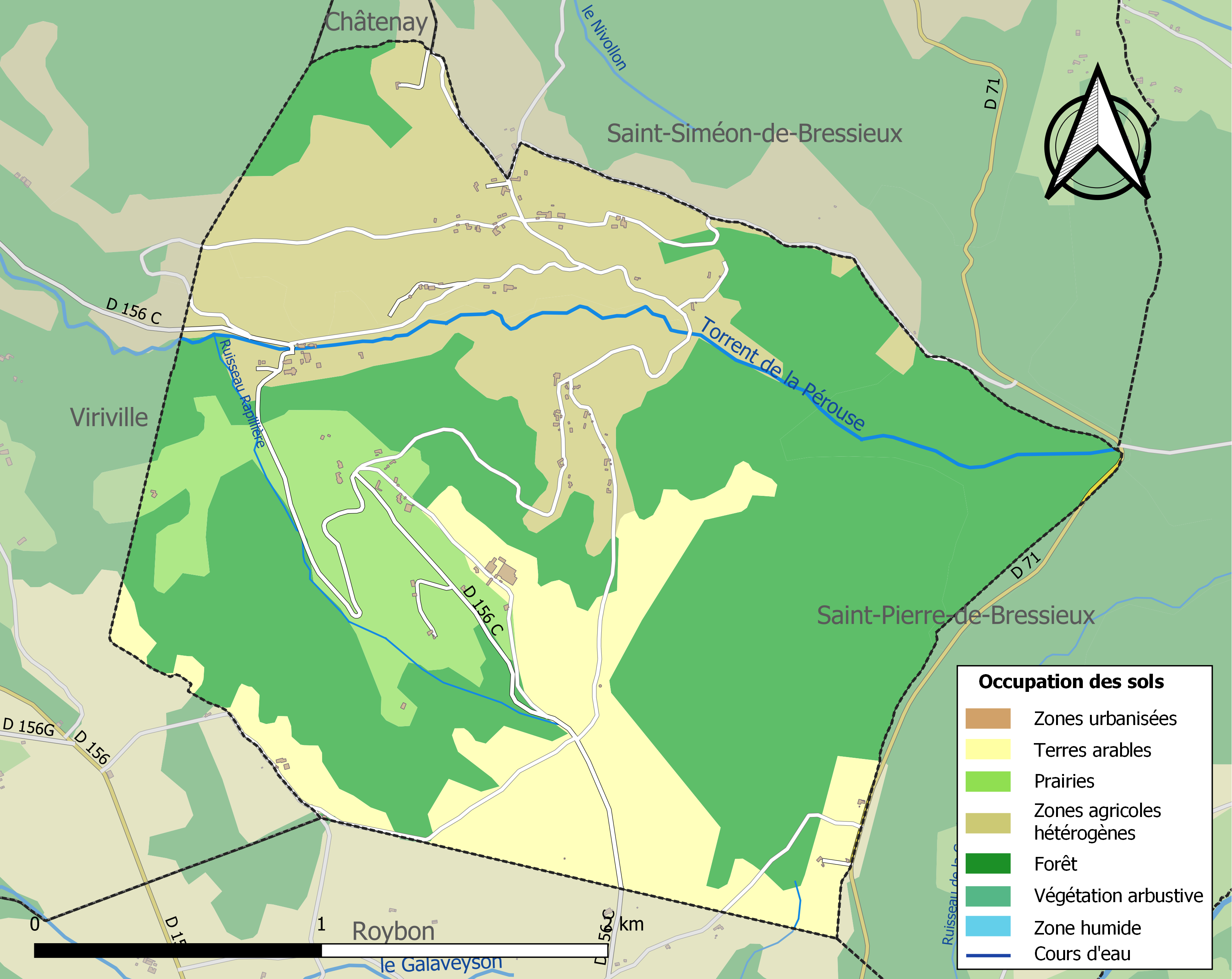
Carte des infrastructures et de l'occupation des sols de la commune en 2018 (CLC).

### Risques naturels

#### Risques sismiques
La totalité du territoire de la commune de Marnans est situé en zone de sismicité no 3, comme la plupart des communes de son secteur géographique.
| Type de zone | Niveau            | Définitions (bâtiment à risque normal) |
| ------------ | ----------------- | -------------------------------------- |
| Zone 3       | Sismicité modérée | accélération = 1,1 m/s2                |

## Histoire

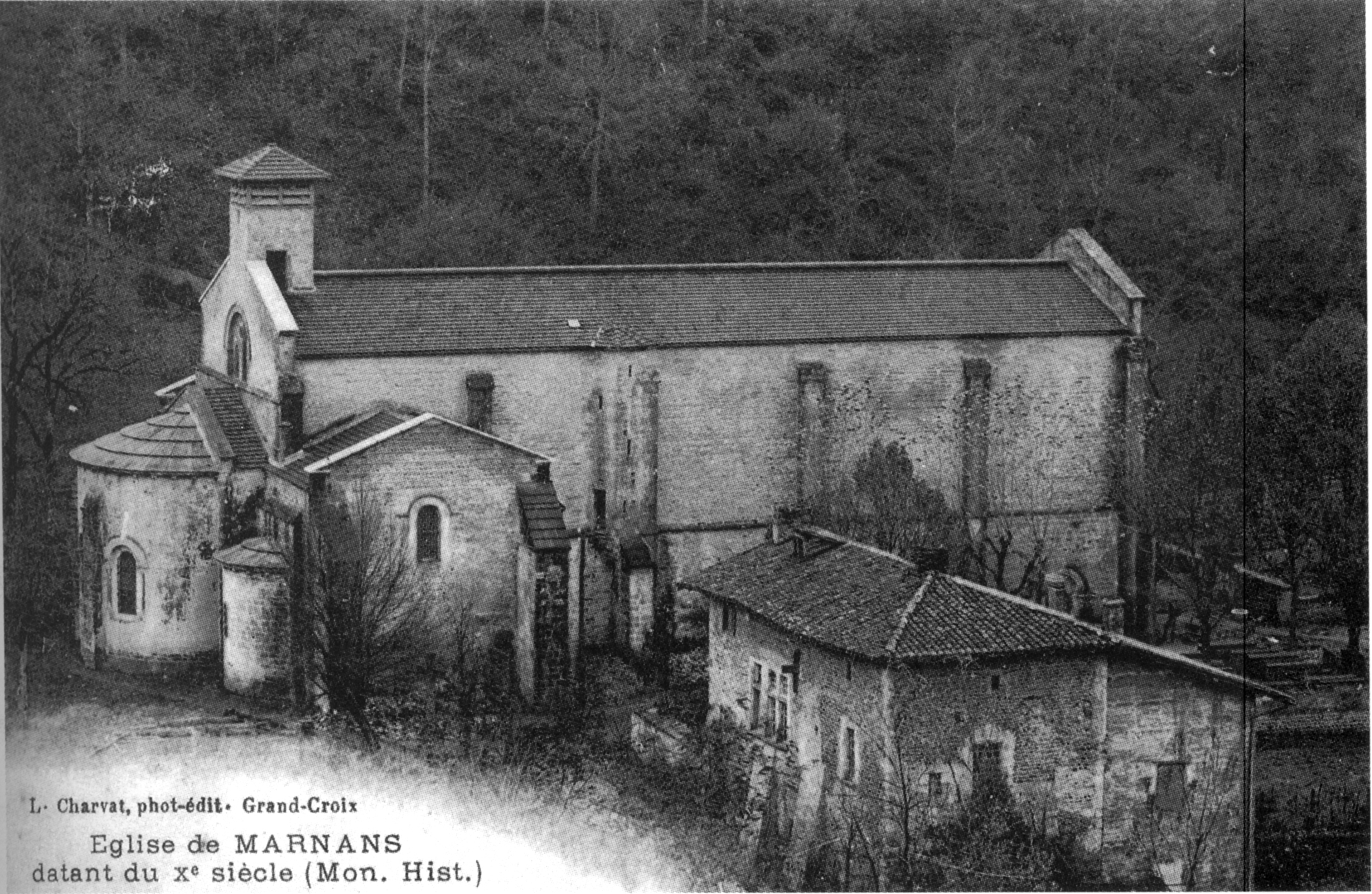
L'église en 1911.

## Politique et administration

### Liste des maires
| Période                                  | Période   | Identité        | Étiquette | Qualité  |
| ---------------------------------------- | --------- | --------------- | --------- | -------- |
| mars 2001                                | mars 2014 | Colette Humbert |           |          |
| mars 2014                                | 2020      | Robert Brunjail | SE        | Retraité |
| 2020                                     | En cours  | Bernard Gillet  |           |          |
| Les données manquantes sont à compléter. |           |                 |           |          |

## Population et société

### Démographie
L'évolution du nombre d'habitants est connue à travers les recensements de la population effectués dans la commune depuis 1800. Pour les communes de moins de 10 000 habitants, une enquête de recensement portant sur toute la population est réalisée tous les cinq ans, les populations de référence des années intermédiaires étant quant à elles estimées par interpolation ou extrapolation. Pour la commune, le premier recensement exhaustif entrant dans le cadre du nouveau dispositif a été réalisé en 2006.

En 2022, la commune comptait 132 habitants, en évolution de −10,81 % par rapport à 2016 (Isère : +3,07 %, France hors Mayotte : +2,11 %).
| 1800 | 1806 | 1821 | 1831 | 1836 | 1841 | 1846 | 1851 | 1856 |
| ---- | ---- | ---- | ---- | ---- | ---- | ---- | ---- | ---- |
| 283  | 283  | 341  | 366  | 409  | 408  | 469  | 456  | 266  |

| 1861 | 1866 | 1872 | 1876 | 1881 | 1886 | 1891 | 1896 | 1901 |
| ---- | ---- | ---- | ---- | ---- | ---- | ---- | ---- | ---- |
| 258  | 258  | 246  | 264  | 251  | 255  | 249  | 249  | 224  |

| 1906 | 1911 | 1921 | 1926 | 1931 | 1936 | 1946 | 1954 | 1962 |
| ---- | ---- | ---- | ---- | ---- | ---- | ---- | ---- | ---- |
| 213  | 200  | 189  | 168  | 171  | 175  | 156  | 154  | 132  |

| 1968 | 1975 | 1982 | 1990 | 1999 | 2006 | 2011 | 2016 | 2021 |
| ---- | ---- | ---- | ---- | ---- | ---- | ---- | ---- | ---- |
| 111  | 116  | 145  | 128  | 117  | 129  | 153  | 148  | 135  |

| 2022 | - | - | - | - | - | - | - | - |
| ---- | - | - | - | - | - | - | - | - |
| 132  | - | - | - | - | - | - | - | - |

### Enseignement
La commune est rattachée à l'académie de Grenoble.

### Médias
Historiquement, le quotidien à grand tirage Le Dauphiné libéré consacre, chaque jour, y compris le dimanche, dans son édition du Nord-Isère, un ou plusieurs articles à l'actualité du canton et quelquefois de la commune, ainsi que des informations sur les éventuelles manifestations locales, les travaux routiers, et autres événements divers à caractère local.

### Cultes
La communauté catholique de Marnans et son église (propriété de la commune) relève de la paroisse Saint Pierre des Chambarands qui regroupe huit église de la région et une abbaye, située dans la commune. Cette paroisse est rattachée au Diocèse de Grenoble-Vienne.

## Culture et patrimoine

### Lieux et monuments

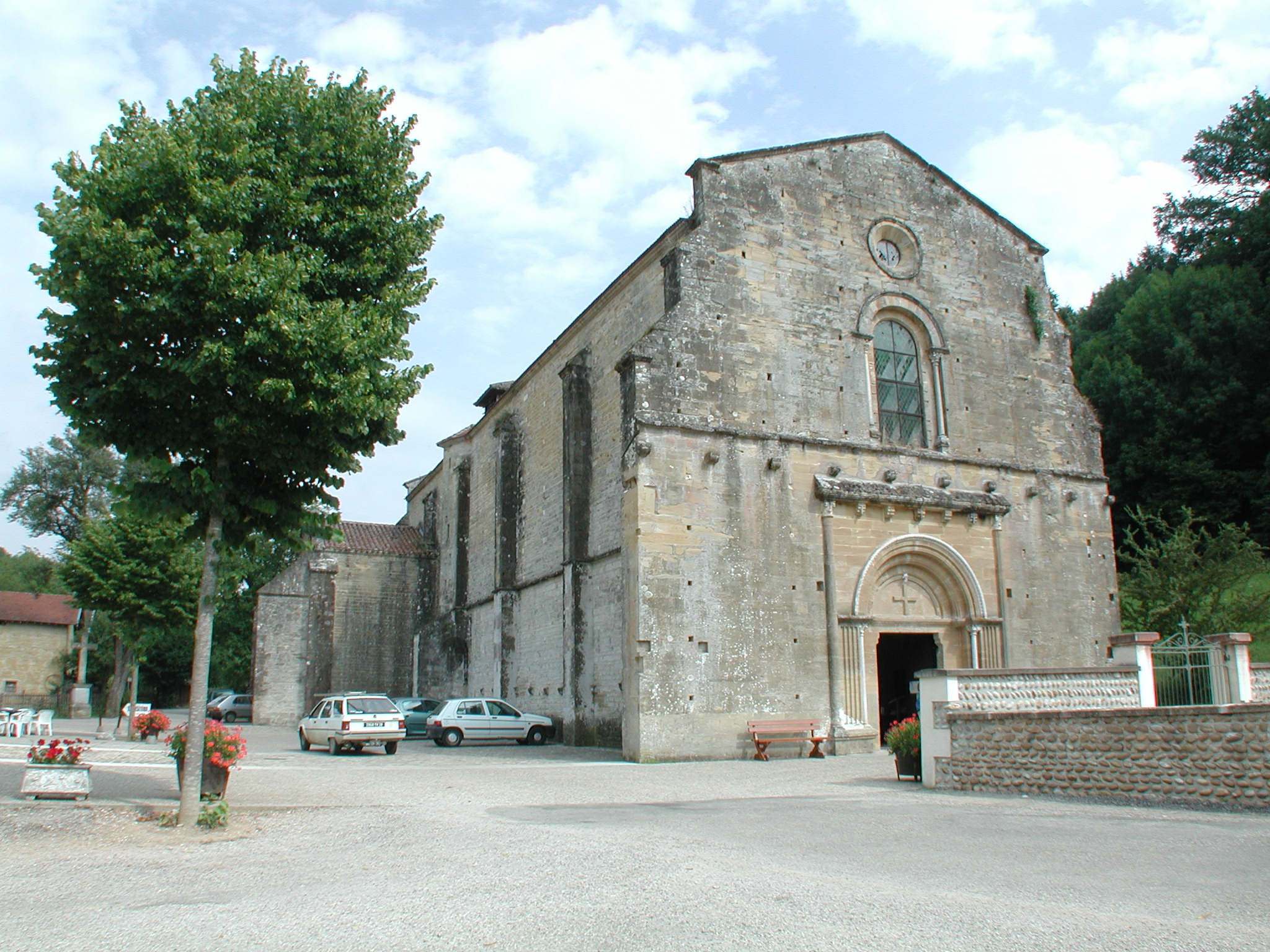
Église Saint-Pierre de Marnans.

- L'Église Saint-Pierre, de propriété de la commune et bâtie aux XIe et XIIe siècles, est classée au titre des monuments historiques par liste de 1846[20].

### Héraldique
|  | Marnans possède des armoiries dont l'origine et le blasonnement exact ne sont pas disponibles. |